# 若田和樹
若田 和樹（わかた かずき、1987年10月25日 - ）は、神奈川県横浜市出身のサッカー選手、サッカー指導者、YouTuber。ポジションはゴールキーパー。

## 来歴
神奈川県立弥栄西高校時代はU-18日本代表候補トレーニングキャンプメンバーに選出され、また平成17年度全国高等学校総合体育大会に同校初出場を果たしている。
高校卒業後は法政大学に進学、同校サッカー部に入部する。（同級生には富井英司、阿部拓馬、渡邉三城）
2年時にはユニバーシアードサッカー日本代表に選出され、バンコクで開催された第24回ユニバーシアード競技大会に出場した。
同校卒業後は神奈川県1部リーグ（当時）の横浜GSFCコブラに入団、2015年には関東サッカーリーグ2部（当時）の横浜猛蹴フットボールクラブに移籍した。また選手の傍ら、サッカースクール「Pangea Football Academy」の代表兼GK統括や高校サッカー部のコーチなど指導者としても活動。
2020年からはYoutuberとしてトレーニングやGKスキルのレッスン動画や横浜猛蹴FCのチーム動画を配信中。開設から約5カ月で登録者数が2万人超となった。
2021年の夏からKONAMIが運営するYoutuberサッカーチームWINNER'Sに入団。背番号は横浜猛蹴FCと同様に9。草サッカー大会に出場し、優勝に貢献した。経歴もキャリアも様々な選手たちが集まる中で良き兄貴分としてチームのまとめ役となっている。
2022年から地頭薗雅弥が創設したSETAGAYA UNITEDにGKコーチ兼スカウトとして参画。

## 所属クラブ
- 田奈SC
- 横浜市立奈良中学校
- 神奈川県立弥栄西高校
- 法政大学
- 2010年 - 2014年 横浜GSFCコブラ
- 2015年 - 横浜猛蹴FC

## 代表歴
- 2005年 U-18日本代表
- 2007年 全日本大学選抜（ユニバーシアード日本代表）
- 2012年、2014年、2015年、2016年、2017年、2018年、2019年 神奈川県国体代表

## 個人タイトル
- 2015年 関東2部リーグ ベストイレブン
- 2016年 関東1部リーグ ベストイレブン

## 指導歴
- 藤沢工科高校サッカー部GKコーチ
- 横浜GSFCコブラサッカースクール
- 横浜GSFCコブラジュニア・ジュニアユースGKコーチ
- 松蔭大学サッカー部GKコーチ
- NIKEエリートトレーニング
- NIKE FC
- NIKE MOST WANTEDスカウトマン
- MIC2016・2017（地中海国際大会）出場選抜チーム監督
- PFAスクールコーチ
- Seya International Football スカウト兼GKコーチ
- 瀬谷西高校サッカー部GKコーチ
- 厚木ドリームス Jr.ユース GKコーチ
- SETAGAYA UNITED GKコーチ兼スカウト